# 熊四皓
熊四皓（1969年3月—），男，汉族，江西高安人，中华人民共和国政治人物，曾在国务院信息化工作办公室网络与信息安全组、工业和信息化部通信保障局、湖南省通信管理局任職，2015年4月任哈尔滨工业大学常务副书记，2019年12月任哈尔滨工业大学党委书记。2024年10月起任中華人民共和國教育部副部長。